# Мері та Макс
«Мері та Макс» (англ. «Mary and Max») — австралійський пластиліновий мультфільм режисера Адама Елліота. В Австралії мультфільм було презентовано 9 квітня 2009 року. На 1 березня 2024 року фільм займав 208-му позицію у списку 250 кращих фільмів за версією IMDb.

## Сюжет
Мері Дейзі Дінкл — восьмирічна дівчинка, що мешкає в Австралії. Її батько Ноель працює на фабриці приклеювачем ниток до пакетиків чаю, а також захоплюється опудалами птахів. Мати Віра Лорейн Дінкл краде продукти в магазині й зловживає шері. Домашнім улюбленцем Мері є півень на ім'я Етель, котрий якось випав з вантажівки біля їхнього будинку. Мері обожнює шоколад, згущене молоко та мультфільм про ноблетів. Її дідусь Ральф якось розповів Мері, що дітей знаходять в кухлі з пивом. Дівчинці стало цікаво, а де знаходять дітей у США — може, в банках з кока-колою? Вона вирішила запитати про це в першого-ліпшого американця — в довіднику вона дізналася адресу ньюйоркця Макса Джеррі Горовиця.
44-річний Макс, єврей-атеїст, що працював у своєму житті не менш ніж на 7 роботах, також цікавився ноблетами, полюбляв шоколад. Його домашніми улюбленцями були рибка на ім'я Генріх, кіт без ока, два равлики та папуга. У листі Мері Макс розповів, як батько покинув їх із матір'ю, коли хлопчик тільки-но народився. У 4 роки Макс запитав у матері, звідки беруться діти — та відповіла, що малюки вилуплюються з яєць, яких висиджує рабин — для євреїв, католицькі монахині або інші жінки для решти. Коли Максові було 6, його мати застрелилася. Так само як і Мері, Макс не мав друзів, окрім одного — містера Равіолі, якого він вигадав. Макс страждає зайвою вагою й на пораду психотерапевта відвідує спеціальні курси для анонімних товстунів.
Матері Мері не сподобався новий товариш доньки, тому Макс писав на адресу її сусіда — той не мав ніг і страждав на агорафобію. Макс і Мері продовжували листуватись, надсилаючи один одному солодощі, малюнки та фотокартки. Та Макса налякав лист дівчинки, де вона розпитувала про кохання — чоловік не знав, що це таке. У нього стався нервовий зрив — наступні 8 місяців він провів у лікарні із важкою депресією. Потім із його стіни впав кондиціонер, що вбив міма на вулиці — суд визнав Макса розумово відсталим, тому до в'язниці він не потрапив.
На 48 день народження Макс вгадав числа телевізійної лотереї — на ці гроші він купив собі багато шоколаду й усі статуетки номлетів. З рештою коштів він не мав, що робити, тому віддав їх сусідці. Макс почувався самотньо — від нього навіть пішов містер Равіолі. Тоді він зізнався в листі Мері, що хворіє на синдром Аспергера — порушення розвитку. Їхнє листування поновилося. Мері після закінчення школи стала вивчати розумові розлади, щоб вилікувати свого американського друга. Після загибелі тата й мами, вона одружилася з сусідом Даміаном Попандопулосом. У 25 років вона захистила дисертацію про синдром Аспергера й надіслала примірник книжки Максові. Це його надзвичайно розлютило й збентежило — він порвав зв'язок із дівчиною.
Від Мері пішов чоловік, вона перебувала у глибокій депресії й вирішила покінчити життя самогубством. Та Макс зрозумів, що люди не досконалі і їм треба пробачати — на знак примирення він надіслав подружці всі фігурки ноблетів. Коли Мері була на порозі смерті, її сусід подолав страх відкритого простору й приніс їй посилку від Макса.
За рік Мері зі своєю дитиною дісталася Нью-Йорку. Та Макс помер до її приходу.

## Персонажі та актори озвучування
- Тоні Коллетт (Наталка Денисенко)  — Мері Дейзі Дінкл;
- Філіп Сеймур Гоффман (Ігор Тимошенко)  — Макс Джеррі Горовиць;
- Баррі Хамфріз  — оповідач;
- Ерік Бана  — Даміен Папандопулос (сусід і чоловік Мері);
- Бетані Вітмор  — Мері у дитинстві;
- Рене Геєр  — Віра (мати Мері);
- Аян Мелдрам  — безхатченко в Нью-Йорку;

## Саундтрек
| #   | Назва | Тривалість |
| --- | --- | ---------- |
| 1.  | «Друкарська машинка (The Typewriter) — Лерой Андерсон»                                                                               |            |
| 2.  | «Розгульні Сафарі (Swinging Safari) — Берт Кемпферт»                                                                                 |            |
| 3.  | «(Perpetuum Mobile) — Саймон Джеффез, у виконанні the Penguin Café Orchestra»                                                        |            |
| 4.  | «Стара матінка Хаббард (Old Mother Hubbard) — Сесіл Фрейзер, у виконанні ABC Radio Orchestra»                                        |            |
| 5.  | «Російський клапоть (Russian Rag) — Єлена Катс-Чернін — у виконанні ансамблю Sydney Alpha та Лайзи Мур»                              |            |
| 6.  | «(Bulgar frailach) — виконують Боб Фаредес та Кетрін Шіве»                                                                           |            |
| 7.  | «Танок лицарів (Монтеккі й Капулетті з балету «Ромео і Джульєта» Сергія Прокофьєва — у виконанні Сіднейського симфонічного оркестру» |            |
| 8.  | «(Zadok the Priest) — Георг Фрідріх Гендель — у виконанні The King's Consort»                                                        |            |
| 9.  | «Оце життя (That's Life) — Дін Кей та Келлі Гордон — у виконанні Джеймса Ласта»                                                      |            |
| 10. | «Прелюдія та йодель (Prelude and Yodel) — Саймон Джеффес — у виконанні the Penguin Café Orchestra»                                   |            |
| 11. | «Це щасливе почуття (That Happy Feeling) — Гай Воррен — у виконанні Берта Кемпферта та його оркестра»                                |            |
| 12. | «(Zorba's Dance") — Мікіс Теодоракіс — у виконанні The London Pops Orchestra»                                                        |            |
| 13. | «(Whatever Will Be, Will Be (Que Sera, Sera)) — Джей Лівінгстон, Рей Еванс — у виконанні Пінка Мартіні»                              |            |
| 14. | «(The Humming Chorus) — Джакомо Пуччіні — у виконанні Нани Мускурі»                                                                  |            |

## Кінокритика
На сайті Rotten Tomatoes мультфільм здобув рейтинг у 94% (51 схвальних та 3 несхвальних відгуків).

## Факти
- Режисер мультфільму в одному з інтерв'ю зазначив, що на створення образу Макса його надихнув його товариш по листування з Нью-Йорку, із яким він листувався близько 20 років.[6]
- У мультфільмі воду створили з лубриканту (океан, серед якого уявляв себе Макс, було зроблено з 2400 чайних ложок речовини).
- На поштовій марці, яку використовує Мері, можна побачити зображення персонажу, якого зіграв Баррі Хампфріз — оповідач мультфільму.
- В сцені на кладовищі надпис на одному з могильних плит присвячено Адамові Еліотту — режисеру стрічки.